# Jolidon
Jolidon est une société roumaine créée en 1993 à Cluj-Napoca. Disposant de quatre centres de production et de 3 300 employés, la société exporte ses produits, des sous-vêtements femme et homme, essentiellement dans l'Union européenne, en Amérique du Nord et en Asie. 

## Historique
En mai 2008, Jolidon détenait un réseau de 113 boutiques, dont 65 en Roumanie, 35 en Italie, 3 en Hongrie et 10 en France, responsables de la vente de 40 % de ses produits, alors que son chiffre d'affaires montait à 80 millions €. À la suite d'un investissement de 13 millions €, à la fin de septembre 2008 la société a étendu son réseau de boutiques (75 en Roumanie, 34 en Italie et 12 en France), ce qui lui a permis de voir ses ventes augmenter de 41,3 %.

## Marques
- Infiore

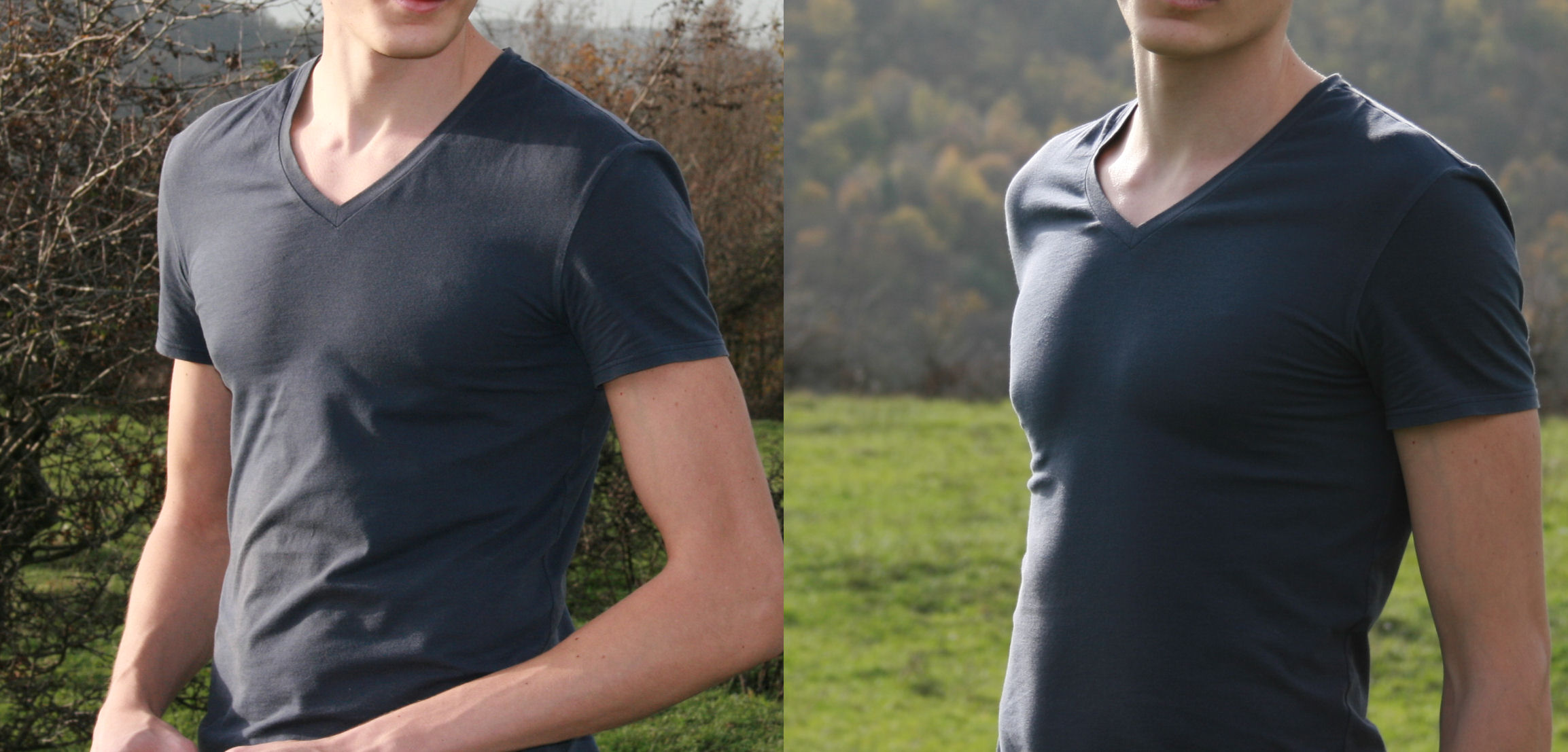
Exemple de maillot bleu à manches de Jolidon

- Chiaro di Luna - marque adoptée au moment où la société roumaine est devenue l'actionnaire majoritaire d'Emmenci